# Hugo Hurter

Hugo Hurter

Hugo Adalbert Hurter, ab 1852 Hugo von Hurter-Ammann (* 11. Januar 1832 in Schaffhausen, Schweiz; † 11. Dezember 1914 in Innsbruck, Österreich) war ein Schweizer Theologe, katholischer Priester, Jesuit und Autor.

## Leben
Er war der Sohn des Theologen Friedrich Emanuel von Hurter. Wie sein Vater zunächst reformiert konvertierte er aber mit ihm im Jahr 1845 zur römisch-katholischen Kirche.
Von 1847 bis 1855 studierte er Philosophie und Theologie am Collegium Germanicum et Hungaricum in Rom. Im Jahr 1855 erhielt er seine Priesterweihe und trat 1857 in den Jesuitenorden ein. Von 1858 bis 1912 war er Professor der Dogmatik an der Universität Innsbruck. Von 1887 bis 1890 war er Rektor des Innsbrucker Jesuitenkollegs.
Noch bis 1913 war Hurter Honorarprofessor an der theologischen Fakultät Innsbruck, deren Dekan er zeitweise war. Anschließend war er von 1912 bis zu seinem Tod (1914) Spiritual am Konvikt Canisianum in Innsbruck.
Hurter trug mit fundierten, pastoral ausgerichteten Vorlesungen und theologischen Fachwerken zum internationalen Ruf der Theologischen Fakultät der Universität Innsbruck bei und war zugleich als Prediger und Exerzitienleiter tätig.

## Zitate

### Über die Heiligkeit im gewöhnlichen Leben
„Die Heiligkeit, Vollkommenheit des christlichen Lebens besteht nicht in außerordentlichen, glänzenden, auffallenden Werken: sondern in Leistungen, die allen ohne Ausnahme möglich sind, in der Erfüllung des Willens Gottes, den jeder in seinem Stande tun kann. Wir dürfen mit Fug und Recht voraussetzen, dass der göttliche Erlöser gewiss ein heiliges, verdienstliches, vollkommenes, ja göttliches Leben zu Nazareth geführt, denn auch von dieser Zeit gelten seine Worte: Ego quae placita sunt ei, facio semper: ‚Ich tue allezeit, was ihm wohlgefällig ist‘ (Joh 8,29). Nun aber hat er daselbst keine Wunder gewirkt, keine glänzenden Reden gehalten, nichts außerordentliches getan, was nicht jeder andere leisten könnte. Also besteht die Heiligkeit nicht in außerordentlichen Leistungen. Was hat er also Großes getan, dass sein Leben so vollkommen war? den Willen seines himmlischen Vaters hat er erfüllt und zwar in den geringfügigsten Dingen. Also darin besteht die Heiligkeit des Lebens. Und fürwahr. Es gibt keinen heiligeren, vollkommeneren Willen als den Willen Gottes, und deswegen leistet der etwas Großes, Vollkommenes, der nicht seinen Willen sondern den Willen des Allerhöchsten tut. Das kann nun jeder in seinem Stande, den ihm Gott angewiesen: reich und arm, gesund und krank, Herr und Diener ... Welch tröstliche Lehre! ich kann so leicht in meinem Stande ein heiliges, vollkommenes, ja gottähnliches Leben führen. Deswegen sollen wir auch immer beten: Fiat voluntas tua sicut in coelo et in terra.“

### Über die Bedeutung und Heiligung der Arbeit
"Der göttliche Erlöser führt zu Nazareth ein recht arbeitsames Leben, ... um die Arbeit zu empfehlen, zu adeln. ... Er hat alles, was er getan, gut getan, wie es das Volk so treuherzig bezeugt durch den Ausspruch: Bene omnia fecit: "Er hat alles wohlgemacht" (Mk 7,37). Er hat alles willig getan, nicht mit Murren und Klagen, sondern um den Willen seines Vaters zu erfüllen. Er hat die Arbeit durch Gebet, gute Meinung, Aufopferung geheiligt, zum Gebete gemacht. Er hat so gearbeitet, dass die Arbeit ihn nicht vom Gebete abhielt: so gebetet, dass er des Gebetes wegen die Arbeit nicht versäumte. Halte dich an dieses Vorbild und nach diesem heilige deine Arbeit."

### Aus der Betrachtung über die zwei Fahnen
Klassische Exerzitien-Betrachtung über die zwei Fahnen: Die Fahne Christi und die Fahne des Bösen Feindes:
"Vexillum Christi: Er lehrt seine Jünger und Freunde, die Menschen zu mahnen, sich doch nicht an das Irdische zu hängen, immer sich zu erinnern, non habemus hic manentem civitatem, sed futuram inquirimus: "Wir haben hier keine bleibende Stadt, sondern trachten nach der zukünftigen" (Hebr 13,14), nur Wanderer und Pilger zu sein; zu mahnen, wie töricht es ist, ganz in dem Zeitlichen aufzugehen, das uns doch der Tod entreißt, und darüber das Ewige zu vergessen; zu belehren, welcher Gefahr wir uns aussetzen, wenn wir den Geschöpfen nachlaufen, die uns so leicht von Gott, unserer ewigen Bestimmung ablenken."

## Schriften (Auswahl)
- Theologiae dogmaticae compendium in usum studiosorum theologiae. 3 Bände. 1876–1878 (1908).
- als Hrsg. und Kommentator: Nomenclator literarius Theologiae catholicae, theologos exhibens aetate, natione, disciplinis distinctos. 5 Bände, 1871–1886 (Innsbruck 1903–1913).
- Entwürfe zu Betrachtungen für achttägige geistliche Übungen. Innsbruck 1910.